# Ianuarie 2005
Acest articol este generat integral pe baza informațiilor din articolul 2005 și este actualizat periodic de un robot.
 Editările făcute în articol vor fi șterse la următoarea actualizare! Dacă doriți să faceți modificări, editați articolul-sursă.

ianuarie -
februarie -
martie -
aprilie -
mai -
iunie -
iulie -
august -
septembrie -
octombrie -
noiembrie -
decembrie
Ianuarie 2005 a fost prima lună a anului și a început într-o zi de sâmbătă.

## Evenimente

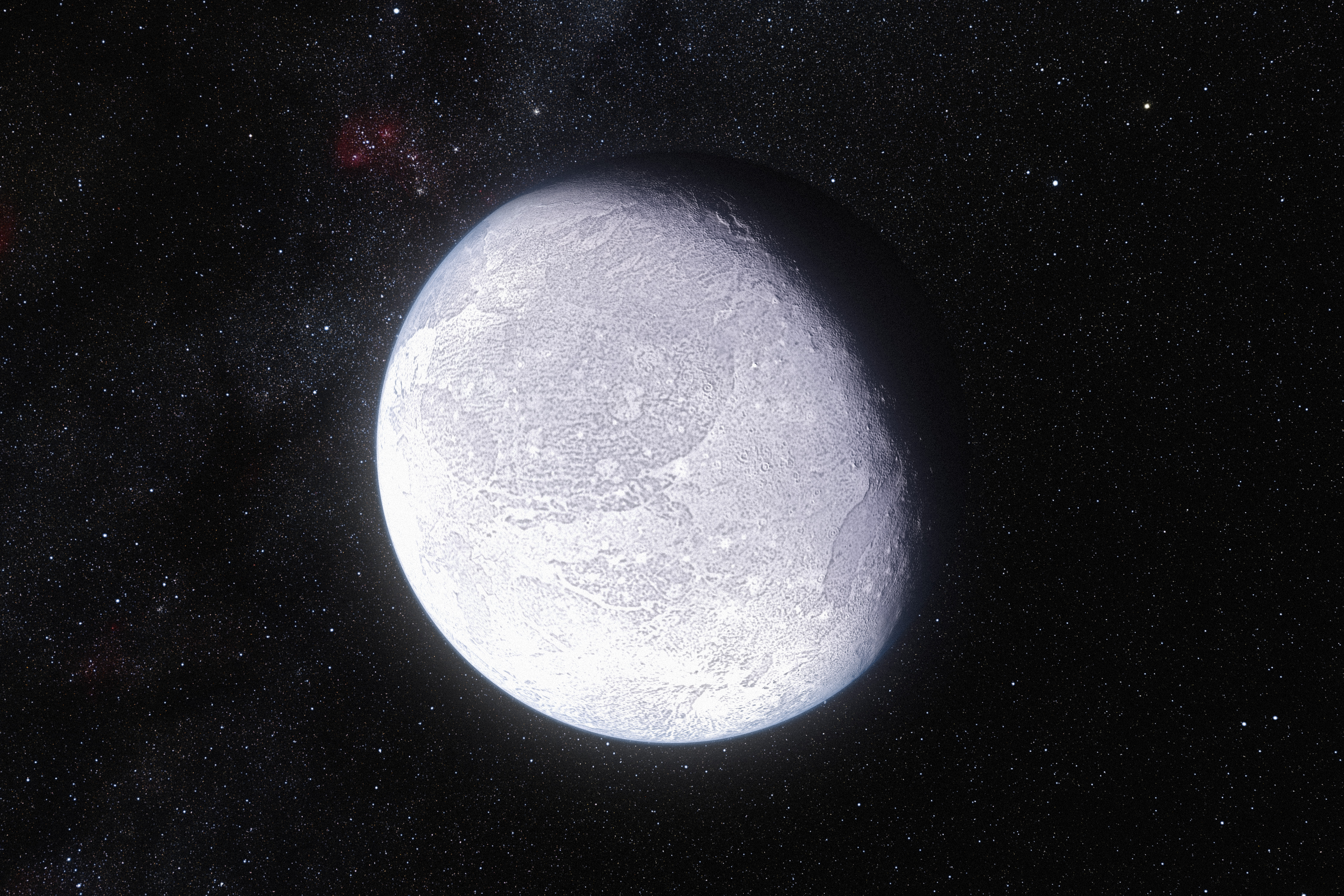
5 ianuarie: Este descoperită planeta pitică Eris.

- 1 ianuarie: În România intră în vigoare introducerea cotei unice de impozitare de 16%, atât pentru profitul companiilor, cât și pentru veniturile populației.[1]
- 5 ianuarie: Este descoperită planeta pitică Eris.
- 5 ianuarie: Într-un interviu publicat în ziarul Adevărul, președintele Traian Băsescu se pronunță în favoarea alegerilor anticipate „pentru a scăpa de această soluție imorală care se numește PUR“.[2] Expresia „soluție imorală“ va fi folosită de-a lungul anilor în presa românească pentru alianțe politice extreme.
- 6 ianuarie: Televiziunea Română recunoaște oficial presiunea politică a regimului Iliescu.[3][4]
- 9 ianuarie: Alegeri în Statul Palestina pentru înlocuirea lui Yasser Arafat, decedat pe 11 noiembrie 2004.
- 11 ianuarie: Ion Iliescu revine în PSD și primește de la organizația sectorului 1 carnetul de membru.
- 11 ianuarie: Potrivit datelor furnizate de Institutul Național de Statistică, anul trecut, rata anuală a inflației a coborât, pentru prima data în ultimii 15 ani, sub 10%.
- 14 ianuarie: Coborârea sondei Huygens pe Titan, cel mai important satelit al planetei Saturn.
- 15 ianuarie: A fost lansat primul volum al ediției facsimilate a manuscriselor eminesciene sub egida Academiei Române.
- 16 ianuarie: O româncă a devenit cea mai vârstnică mamă din lume; Adriana Iliescu, în vârstă de aproape 67 de ani, a dat naștere unei fetițe de numai 1,400 kilograme. Iliescu a deținut recordul până în decembrie 2006.
- 19 ianuarie: Comisarul european pentru extindere, Olli Rehn, a atras din nou atenția României că UE poate întârzia cu un an intrarea sa în Uniune. Rehn a spus în Parlamentul European că Justiția și Competiția vor fi cele mai monitorizate capitole al României.[5]
- 23 ianuarie: Viktor Iușcenko a fost investit oficial președinte al Ucrainei.

## Nașteri
- 18 ianuarie: Benedetta Pilato, sportivă italiană (înot)

## Decese
- 1 ianuarie: Alecsandru Puiu Tacu, 71 ani, economist român (n. 1933)
- 3 ianuarie: Will Eisner (n. William Erwin Eisner), 87 ani, scriitor american de benzi desenate (n. 1917)
- 4 ianuarie: Guy Davenport, 77 ani, scriitor, traducător, ilustrator, pictor și profesor american (n. 1927)
- 7 ianuarie: Eileen Desmond, 72 ani, politiciană irlandeză (n. 1932)
- 9 ianuarie: Koji Hashimoto, 68 ani, regizor japonez de film (n. 1936)
- 10 ianuarie: Vasile Fedak, 95 ani, arhiereu al Bisericii Ortodoxe Ucrainene din Canada (n. 1909)
- 10 ianuarie: Prințesa Joséphine-Charlotte a Belgiei (n. Joséphine-Charlotte Ingeborg Elisabeth Maria Josepha), 77 ani, soția lui Jean, Mare Duce de Luxembourg (n. 1927)
- 11 ianuarie: Jerzy Pawłowski, 72 ani, scrimer polonez și agent dublu (n. 1932)
- 12 ianuarie: Herbert Goldstein, 82 ani, fizician american (n. 1922)
- 13 ianuarie: Amaury de Riencourt, 86 ani, scriitor și istoric francez (n. 1918)
- 13 ianuarie: Ilie Todorov, 68 ani, regizor și actor de teatru și film din Republica Moldova (n. 1936)
- 14 ianuarie: Ward Beysen, 63 ani, politician belgian (n. 1941)
- 15 ianuarie: Victoria de los Ángeles, 81 ani, soprană lirică spaniolă (n. 1923)
- 15 ianuarie: Sven Christer Swahn, 71 ani, scriitor, traducător, critic literar și cercetător literar suedez (n. 1933)
- 17 ianuarie: Maria Albuleț, 72 ani, medic și șahist român (n. 1932)
- 17 ianuarie: Zhao Ziyang, 85 ani, al 3-lea secretar general al Partidului Comunist Chinez (1980-1987), (n. 1919)
- 19 ianuarie: Anita Kulcsár, 28 ani, handbalistă maghiară (n. 1976)
- 20 ianuarie: Per Borten, 91 ani, prim-ministru al Norvegiei (1965-1971), (n. 1913)
- 21 ianuarie: Antonio Alexe, 35 ani, jucător român de baschet (n. 1969)
- 23 ianuarie: Johnny Carson, 79 ani, prezentator TV, american (n. 1925)
- 25 ianuarie: Philip Johnson, 98 ani, arhitect american (n. 1906)
- 25 ianuarie: Manuel Lopes (n. Manuel António do Sousa Lopes), 97 ani, scriitor din Republica Capului Verde (n. 1907)
- 29 ianuarie: Ephraim Kishon, 80 ani, prozator umorist și dramaturg israelian (n. 1924)
- 29 ianuarie: Žika Mitrović, 83 ani, regizor și scenarist sârb și iugoslav (n. 1921)
- 30 ianuarie: Maxim Berghianu (Berghian), 80 ani, comunist român (n. 1925)
- 30 ianuarie: Mircea Hrișcă, 66 ani, pictor român (n. 1938)